# ウィリアム・ヘイ (第17代エロル伯爵)
第17代エロル伯爵ウィリアム・ヘイ（英語: William Hay, 17th Earl of Erroll、1772年3月21日 – 1819年1月26日）は、イギリスの政治家、スコットランド貴族。スコットランド貴族代表議員（在任：1806年 – 1807年、1818年 – 1819年）、スコットランド教会総会への勅使（在任：1817年 – 1818年）を歴任した。

## 生涯
第15代エロル伯爵ジェイムズ・ヘイと2人目の妻イザベラ（Isabella、旧姓カー（Carr）、1742年3月31日 – 1808年11月3日、ウィリアム・カーの娘）の次男として、1772年3月21日に生まれた。母方の祖父からイータルの地所を継承すると、1795年3月28日に国王の認可状を受けて姓を母方の旧姓である「カー」に改めた。1798年6月14日に兄ジョージが死去すると、エロル伯爵位を継承した。爵位継承とともに姓をヘイに戻したが、これによりイータルの継承権について大法官庁裁判所で争われることになった。1806年7月16日に下された判決は第17代エロル伯爵に不利なもので、イータルの地所は伯爵の姉シャーロット（1763年7月13日 – 1800年2月9日）が継承した。
1802年10月21日、ノース・ブリテン民兵隊のアバディーンシャー連隊副隊長に任命された。1805年2月5日にスコットランドのKnight Marischalに任命され、1819年まで務めた。1806年イギリス総選挙でスコットランド貴族代表議員に当選、1807年まで務めた。
1817年と1818年にスコットランド教会総会への勅使を務め、1818年から1819年まで再びスコットランド貴族代表議員を務めた。議員としてはホイッグ党に属した。
1819年1月26日にハンプシャーのリンドハーストで死去、次男ウィリアム・ジョージが爵位を継承した。

## 家族
1792年1月9日、ジェーン・ベル（Jane Bell、1770年ごろ – 1793年4月14日、マシュー・ベルの娘）と結婚、1女をもうけた。
- ダルシベラ（Dulcibella、1793年3月21日 – 1885年1月10日） - 1821年12月29日、チャールズ・ノース・ウッドハウス（Charles Nourse Wodehouse、1870年3月17日没、初代ウッドハウス男爵ジョン・ウッドハウスの甥）と結婚[2]

1796年8月3日、アリシア・エリオット（Alicia Eliott、1778年ごろ – 1812年4月24日、サミュエル・エリオットの娘）と再婚、3男5女をもうけた。
- ジェームズ・カー（英語版）（1797年7月7日 – 1815年6月16日） - 陸軍軍人、カトル・ブラの戦いで戦死、生涯未婚[1]
- アリシア（Alicia、1798年12月12日 – 1799年1月21日[2]）
- イザベラ（1800年2月24日 – 1868年7月28日） - 1820年4月14日、ウィリアム・ウィームズ（William Wemyss、1852年11月30日没、ウィリアム・ウィームズ（英語版）の息子）と結婚[2]
- ウィリアム・ジョージ（1801年2月21日 – 1891年12月3日） - 第18代エロル伯爵、初代キルマーノック男爵[1]
- ハリエット・ジェマイマ（Harriet Jemima、1803年1月9日 – 1837年2月8日） - 1822年12月12日、デイヴィッド・ガーニー（英語版）（1880年6月14日没）と結婚[2]
- キャロライン・オーガスタ（1805年5月 – 1877年8月19日） - 1823年9月18日、ジョン・モラント（John Morant、1857年5月5日没）と結婚[2]
- サミュエル（1807年1月19日 – 1847年11月25日） - 1832年4月2日、ルイーザ・プレイデル＝ブーヴェリー（Louisa Pleydell-Bouverie、1898年4月18日没、ダンコム・プレイデル＝ブーヴェリー（英語版）の娘）と結婚[2]
- エマ（1809年1月29日 – 1841年7月17日） - 1826年8月8日、ジェームズ・アースキン・ウィームズ（英語版）（1854年4月3日没）と結婚[2]

1816年10月14日、ハリエット・サマーヴィル（Harriet Somerville、1786年5月23日 – 1863年1月28日、ヒュー・サマーヴィル閣下の娘）と再婚、1男2女をもうけた。
- サマーヴィル（1817年7月20日 – 1853年9月25日） - 1843年6月6日、アリシア・ダイアナ・アースキン（Alicia Diana Erskine、1891年10月31日没、第12代バカン伯爵ヘンリー・デイヴィッド・アースキンの娘）と結婚[2]
- ファニー（1818年8月18日 – 1853年8月28日） - 1848年8月2日、スティーブン・ラルフ・カートライト（Stephen Ralph Cartwright、1862年8月9日没）と結婚[2]
- マーガレット・ジュリア（1819年8月31日 – 1891年10月31日） - 1846年9月23日、フレデリック・アステル・ラッシントン（Frederick Astell Lushington、1892年9月18日没、第2代準男爵サー・ヘンリー・ラッシントンの息子）と結婚[2]